# Erik Lovén
Erik Alexander Lovén (i riksdagen kallad Lovén i Stockholm), född 26 maj 1855 i Lund, död 29 november 1938 i Stockholm, direktör och riksdagspolitiker (liberal).
Erik Lovén var styrelseordförande i AB Bönelyche & Lovén i Stockholm och vd för AB Sommelii fabriker 1894–1903. Han var även politiker och var ledamot för Liberala samlingspartiet i riksdagens andra kammare, Stockholms stads valkrets, åren 1906–1908. I riksdagen var han bland annat ledamot av tillfälliga utskottet 1906–1908.
Erik Lovén är begravd på Norra begravningsplatsen utanför Stockholm.